# تاكيرو كيشيموتو
تاكيرو كيشيموتو (باليابانية: 岸本 武流) (16 يوليو 1997 في نارا في اليابان – )؛ هو لاعب كرة قدم ياباني سابق كان يلعب كمهاجم.

## وصلات خارجية
- تاكيرو كيشيموتو على موقع رابطة كرة القدم اليابانية للمحترفين (اليابانية)
- تاكيرو كيشيموتو على موقع قاعدة بيانات كرة القدم.إي يو (الإنجليزية)
- تاكيرو كيشيموتو على موقع Soccerway.com (الإنجليزية)
- تاكيرو كيشيموتو على موقع عالم كرة القدم.نت (الإنجليزية)
- تاكيرو كيشيموتو على موقع كووورة